# ウィラビー・バーティー (第3代アビンドン伯爵)
第3代アビンドン伯爵ウィラビー・バーティー（英語: Willoughby Bertie, 3rd Earl of Abingdon、1692年11月28日 – 1760年6月10日）は、イギリスの地主、政治家。トーリー党所属。

## 生涯
ジェームズ・バーティー（1735年10月18日没、初代アビンドン伯爵ジェームズ・バーティーの息子）とエリザベス・ウィラビー（第7代パラムのウィラビー男爵ジョージ・ウィラビーの娘）の息子として、1692年11月28日に生まれた。1707年11月27日、オックスフォード大学コーパス・クリスティ・カレッジに入学した。
アビンドン伯爵家はウェストベリーの荘園領主だったこともあり、ウェストベリー選挙区をほとんど掌握していた。しかし、1715年イギリス総選挙でウィラビー・バーティーが出馬したときはホイッグ党所属のクーパー男爵の支持を受けたジョージ・エヴァンスとチャールズ・アランソンが立候補してバーティー家の支配を崩そうとした。投開票のとき、ウェストベリー市長がトーリー党員2名（バーティーとフランシス・アンズリー）の当選を宣告したのに対し、治安官がホイッグ党員2名（エヴァンスとアランソン）の当選を宣告するという事件が発生、3月28日にはバーティーとアンズリーの当選が有効とされたが、後に選挙申立により2人に投票した者の一部が選挙権を剥奪され、6月1日にエヴァンスとアランソンの当選が宣告された。バーティーはそれ以降選挙に出馬することはなかったが、父のほうは1722年イギリス総選挙でアンズリーとともに当選した。
1743年に伯父モンタギューが死去すると、アビンドン伯爵の爵位を継承した。以降もトーリー党の一員であり続け、1745年ジャコバイト蜂起にあたってもハノーヴァー朝を守るためのオックスフォードシャーの協会への参加を拒否した。
1760年6月10日に死去、息子ウィラビーが爵位を継承した。

## 家族
1727年8月、フィレンツェでアンナ・マリア・コリンズ（Anna Maria Collins、1763年12月21日没、サー・ジョン・コリンズの娘）と結婚した。
- エリザベス・ペレグリン（Elizabeth Peregrine、1728年 – 1804年） - サー・ジョン・アンドリュー・ガリーニ（英語版）と結婚
- ジェーン（1730年頃 – 1791年2月25日） - トマス・クリフトン（Thomas Clifton）と結婚
- ブリジット（1732年 – 1760年12月9日） - 生涯未婚
- ジェームズ（1735年9月25日 – 1745年10月12日） - ライコート（英語版）での火事により死亡
- アン・エレノーラ（1737年頃 – 1804年4月19日） - 第7代ウェンマン子爵フィリップ・ウェンマンと結婚
- ウィラビー（英語版）（1739年/1740年 – 1799年） - 第4代アビンドン伯爵、子供あり
- ペレグリン（英語版）（1741年 – 1790年） - 海軍軍人
- メアリー（1746年11月12日 – 1826年7月22日） - マイルズ・ステイプルトン（Miles Stapleton、1809年没）と結婚
- ソフィア（1748年11月6日 – 1760年） - 生涯未婚

死後の1764年、アビンドン伯爵の遺産の受託者らは遺産のうち、オックスフォードシャーでの領地の一部を売却した。売却の内訳はウェンドルベリーが第2代準男爵サー・エドワード・ターナーに、チェスタートンが第4代マールバラ公爵ジョージ・スペンサーに売却されており、ウィルトシャーではマーデンがジョージ・ウィリー（George Willy）に、パットニーがロバート・エイモア（Robert Amor）に売却された。